# Ceromya invalida
Ceromya invalida är en tvåvingeart som först beskrevs av Malloch 1930.  Ceromya invalida ingår i släktet Ceromya och familjen parasitflugor. Inga underarter finns listade i Catalogue of Life.